# Platencyrtus
Platencyrtus is een geslacht van vliesvleugeligen uit de familie Encyrtidae. De wetenschappelijke naam van dit geslacht is voor het eerst geldig gepubliceerd in 1955 door Ferrière.

## Soorten
Het geslacht Platencyrtus omvat de volgende soorten:
- Platencyrtus aclerus Xu, 2003
- Platencyrtus parkeri Ferrière, 1955